# Фалп, Том
Томас Чарльз Фалп (род. 30 апреля 1978) — американский программист, известный созданием веб-сайта Newgrounds, а также соучредителем компании по производству видеоигр The Behemoth. Ему приписывают статус «навсегда изменившего ландшафт Интернета» и запуск сцены браузерных игр в конце 1990-х годов, как с выпуском его собственных продвинутых флеш-игр, так и с запуском портала Newgrounds, одного из первых сайтов, которые позволяли создателям легко делиться своими творениями с большой онлайн-аудиторией.
Фалп также известен своей работой по сохранению браузерных игр.

## Биография
Фалп родился и вырос в Перкаси, штат Пенсильвания, 30 апреля 1978 года. В 1991 году он запустил журнал для фанатов Neo Geo под названием New Ground и разослал выпуски примерно 100 членам клуба, созданного на онлайн-сервисе Prodigy. Используя услугу хостинга, он запустил веб-сайт под названием New Ground Remix в 1995 году, популярность которого возросла летом 1996 года после того, как Фалп создал игры BBS Club a Seal и Assassin после окончания средней школы Пеннриджа. Со временем этот сайт превратился в Newgrounds.com.
В 1999 году Фалп создал игру Pico’s School в Shockwave Flash 3 до запуска языка сценариев ActionScript, который будут использовать последующие разработчики Flash-игр. Игра «демонстрировала сложность дизайна и отточенность в исполнении, которые до этого практически не наблюдались в любительской разработке Flash-игр», и ей приписывают как помощь в запуске сцены Flash-игр, так и запуск Newgrounds как «общественной силы».
Фалп стал соавтором Flash-игры Alien Hominid, которую он позже разработал для консолей под управлением The Behemoth, и консольной игры Castle Crashers.
Фалп получил награду Pioneer на церемонии вручения наград Game Developers Choice Awards 2021 за создание Newgrounds и за то, что он был первопроходцем в играх на основе Macromedia Flash, которые помогли определить поколение независимых разработчиков.

## Игры
- Darnell Plays With Fire (1999)
- Nene's Interactive Suicide (1999)
- Pico’s School (1999)
- Alien Hominid (2002)
- Castle Crashers (2008)
- The Room Tribute (2010)
- BattleBlock Theater (2013)
- Pit People (2018)